# Pachaimalai Hills
Pachaimalai Hills är kullar i Indien.   De ligger i delstaten Tamil Nadu, i den södra delen av landet, 1 900 km söder om huvudstaden New Delhi.